# Поворотный (Магаданская область)
Поворотный — упразднённый посёлок в Хасынском городском округе (Хасынском районе) Магаданской области. Упразднён в 2016 году.
Расположен у Колымской автотрассы.

## География
Поселок расположен недалеко от перевала Дедушкина лысина, на берегу реки Правая Хета. Расстояние до центра городского округа, посёлка городского типа Палатка — 205 км, до Магадана — 286 км.
Ближайшие населенные пункты — Атка и Оротукан

## История
1 июля 2016 года постановлением правительства Магаданской области посёлок был упразднён.

## Население
| 2002 | 2005 | 2006 | 2007 | 2010 |
| ---- | ---- | ---- | ---- | ---- |
| 0    | →0   | →0   | →0   | →0   |

## Инфраструктура
Отсутствует